# Scooby-Doo! A rejtélyes térkép
A Scooby-Doo! A rejtélyes térkép (eredeti cím: Scooby-Doo! Adventures: The Mystery Map) 2013-ban bemutatott amerikai televíziós bábfilm, amelynek a rendezője Jomac Noph, a producerei David Rudman és Adam Rudman, az írója Tosh E. Maab, a zeneszerzője Terry Fryer. A film a Warner Bros. Animation és a Spiffy Pictures gyártásában készült, a Warner Home Video forgalmazásában jelent meg. Műfaját tekintve filmvígjáték.
Amerikában 2013. július 21-én mutatták be a DVD-n. Magyarországon az HBO mutatta be 2014. január 24-én.

## Szereplők
| Szereplő          | Eredeti hang        | Magyar hang       |
| ----------------- | ------------------- | ----------------- |
| Scooby-Doo        | Frank Welker        | Vass Gábor        |
| Fred              | Frank Welker        | Markovics Tamás   |
| Bozont            | Matthew Lillard     | Fekete Zoltán     |
| Diána             | Grey DeLisle        | Hámori Eszter     |
| Dr. Escobar       | Grey DeLisle        | Kocsis Mariann    |
| Vilma             | Stephanie D'Abruzzo | Madarász Éva      |
| Shirley           | Stephanie D'Abruzzo | Sipos Eszter Anna |
| Kócszakáll        | John Rhys-Davies    | Faragó András     |
| Stu               | Dee Bradley Baker   | Csőre Gábor       |
| Fantom, a papagáj | Dee Bradley Baker   | Szokol Péter      |
| Kiscica           | TBA                 | Szokol Péter      |
| Lou               | Jeff Bennett        | Maday Gábor       |
| Hot-dog árus      | Jeff Bennett        | Forgács Gábor     |